# Sanxay
Sanxay è un comune francese di 547 abitanti situato nel dipartimento della Vienne nella regione della Nuova Aquitania.
Nei pressi di Sanxay si trova un importante sito archeologico, un ben conservato vicus gallo-romano databile tra il I e il IV secolo, scoperto nel 1881 in seguito agli scavi iniziati dal reverendo Père de la Croix.
Il sito si estende su una superficie di 20 ettari ed è diviso tra le due sponde del fiume Vonne. Sul lato destro sorgono i resti di un anfiteatro a gradinate che si basa sul pendio di una collina. Si stima che avesse una capienza di almeno 6500 spettatori. Sulla sponda sinistra vi sono i resti di terme con una superficie di 110 x 60 m e pareti 3 a 4 m di altezza. Vennero costruite nel II secolo e rimasero in uso per tutto il III e IV secolo. A ovest delle terme si trovano le rovine di un tempio pagano del II secolo. Il tempio ha una base ottagonale 9 metri di diametro ed è circondato da un ambulacro in forma di croce greca. 
Il sito è classificato monumento nazionale francese.

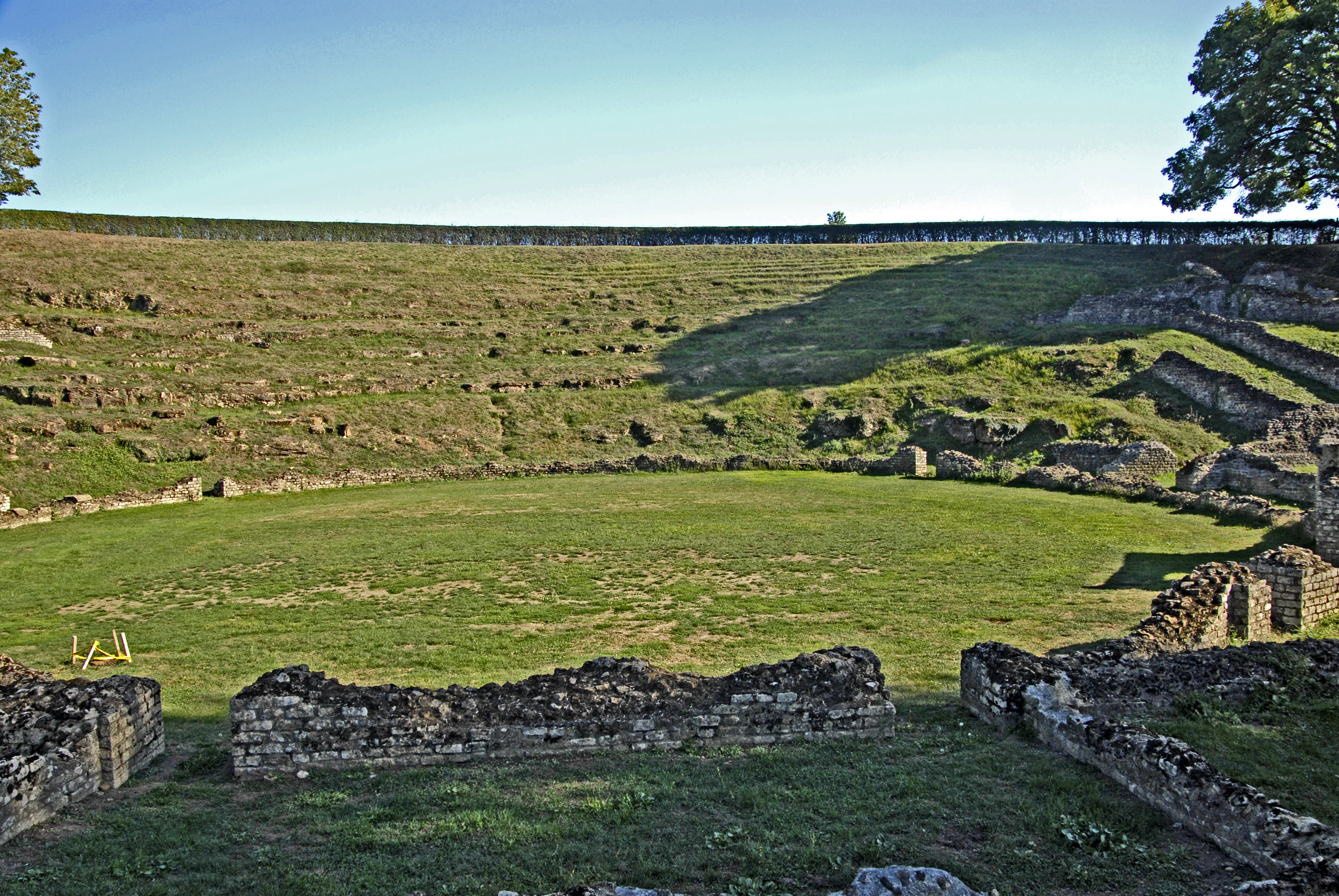
L'anfiteatro gallo-romano

## Società

### Evoluzione demografica
Abitanti censiti